# سلیم یاشار
سلیم یاشار (روسی: Колой Микаилович Картоев؛ زادهٔ ۲۰ فوریهٔ ۱۹۹۰) کشتی‌گیر اهل کشور ترکیه است. این کشتی‌گیر روسی الاصل در رده جوانان برای کشور روسیه به میدان رفته‌است. 

## المپیک ۲۰۱۶ ریو

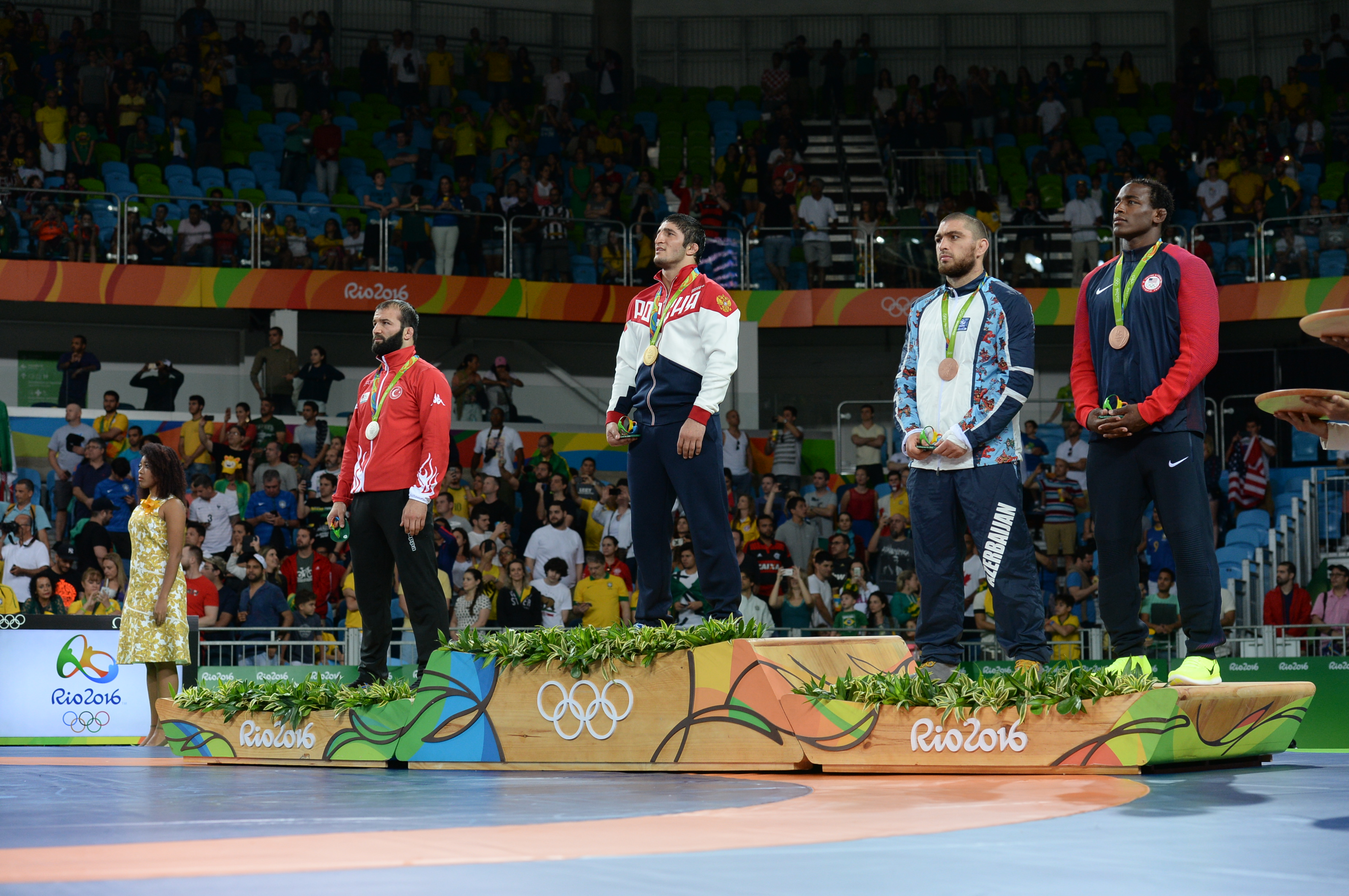
سلیم یاشار روی سکوی المپیک (پیراهن سرخ)

یاشار در سال ۲۰۱۶ میلادی در المپیک ریو در وزن ۸۶ کیلو حاضر بود که جیمی اسپینال از پورتوریکو، رینیریس سالاس از کوبا و جایدن کوکس از آمریکا را شکست داد و به مرحله فینال رسید. در مرحله نهایی از عبدالرشید سعدالله‌اف روسی شکست خورد و به مدال نقره رسید.